# Francisco Mena Cantero
Francisco Mena Cantero (Ciudad Real, 4 de octubre de 1934-Sevilla, 11 de diciembre de 2023) fue un poeta español.
Licenciado en Filosofía y Letras, residió en Sevilla desde 1971, donde dirigió la Colección de Poesía Ángaro junto a los poetas Manuel Fernández Calvo y Víctor Jiménez. En 1996 fue nombrado Caballero Andante por la Asociación Cultural Quijote 2000; en 2003 Juglar e Hijo Adoptivo de Fontiveros, cuna de San Juan de la Cruz. Cultivó el artículo periodístico y la poesía, donde es más reconocido. También publicó dos libros para niños, así como una biografía del folclorista manchego Mazantini y el Epistolario de Arturo Gazul.[cita requerida]
Fue colaborador habitual de los diarios ABC de Sevilla y Lanza de Ciudad Real.[cita requerida]
En 2014 fue nombrado Hijo Adoptivo de Ciudad Real.
Francisco Mena falleció en Sevilla el 11 de diciembre de 2023.
Obra poética
- Aún no ha llegado ayer (Sevilla: Ángaro, 1972)
- Tiempo encontrado (Zaragoza: Caja de Ahorros y Monte de Piedad de Zaragoza, Aragón y Rioja, 1973)
- Esta ausencia total (Córdoba: Ayuntamiento, 1975)
- Motivos de tierra (Sevilla: Ángaro, 1977)
- Mar de altura (Sevilla: Aldebarán, 1978)
- Espejos en el fondo del vaso (Barcelona: Ámbito Literario, 1979)
- Puertas urgentes (Valdepeñas: Ayuntamiento, 1980)
- El otro libro de Job (Toledo: Ayuntamiento, 1982)
- Plural espejo (Sevilla: Ángaro, 1983)
- Las cosas perdonadas (Madrid: Rialp, 1983)
- La zarza ardiendo (Palencia: Caja de Ahorros y Monte de Piedad, 1985)
- Este milagro nuestro (Guadalajara: Diputación Provincial, 1986)
- La espera (Madrid: Siddharth Mehta, 1989)
- Lluvia común (Madrid: Asociación de Escritores y Artistas Españoles, 1992)
- Amanecer de Claudia (Sevilla: Ángaro, 1996)
- Un hombre habla solo (Alcalá de Henares: Fundación Colegio del Rey, 1999)
- Este vino antiguo (Mojácar: Fundación Valparaíso, 2001)
- La fe que nos lleva (Madrid: Fundación Fernando Rielo, 2002)
- El pájaro y su vuelo (Córdoba: Caja de Ahorros y Monte de Piedad, 2008)
- Escrito en tierra (Madrid: Vitruvio, 2008)
- Volver a Ciudad Real (Ciudad Real: Diputación Provincial, 2011)
- En el viento tampoco (Madrid: Vitruvio, 2015)
- Página perdida (Sevilla: Ángaro, 2017)
- Tus apuntes de física (Talavera de la Reina: Ayuntamiento, 2019)
- Humo en los ojos (Ciudad Real: Diputación Provincial, 2020)